# Дуб (Травник)
Дуб је насељено место у Босни и Херцеговини у општини Травник. Административно припада Федерацији Босне и Херцеговине, односно њеном Средњобосанском кантону. Према попису становништва из 2013. у насељу је било 1.041 становника, а већинску популацију чинили су Бошњаци.

## Становништво
По последњем службеном попису становништва из 2013. године у овом насељу живело је 1.041 становника, а село је било етнички хомогено са већинском бошњачком популацијом.
| Националност | 2013. | 1991.        | 1981.        | 1971.        |
| Бошњаци      | —     | 961 (99,90%) | 850 (99,42%) | 688 (100,0%) |
| Хрвати       | —     | 1 (0,10%)    | 1 (0,12%)    | 0            |
| Југословени  | —     | 0            | 1 (0,12%)    | 0            |
| остали       | —     | 0            | 3 (0,35%)    | 0            |
| Укупно       | 1.041 | 962          | 855          | 688          |